# ベツィミサラカ人

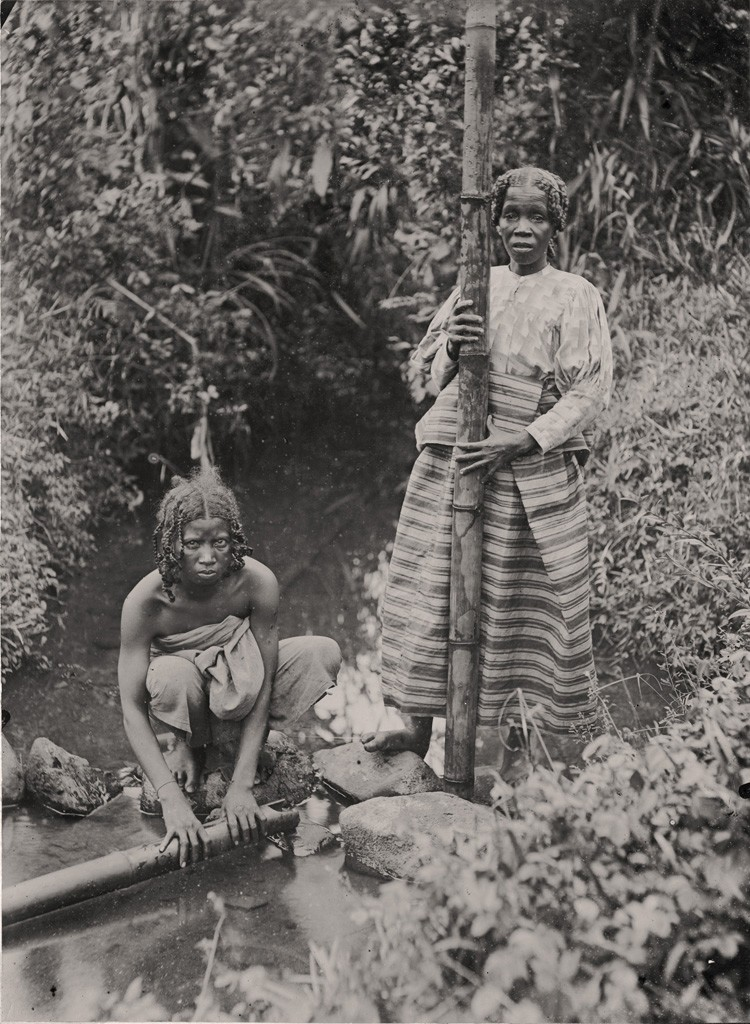
ベツィミサラカ人の女性

ベツィミサラカ人(Betsimisaraka)は、マダガスカルの民族。主にマダガスカル東沿岸、トアマシナ州に住む。マダガスカル人口の15%を占め、メリナ人に次いで2番目に大きな民族である。言語はマダガスカル語を話す。焼畑による稲作を中心とする農業や、漁業を主な生業とする。ベツィミサラカとは「離れられない多くの人々」という意味である。
ベツィミサラカ人が民族として成立したのは18世紀前半、英国人海賊とマダガスカル人との間に生まれたと称するラツィミラフという王がマダガスカル東部沿岸を統一し、ベツィミサラカ王国を建国して以後である。当時この地域では奴隷交易が盛んとなっており、トアマシナなどいくつかの交易都市が生まれ、その貿易利権をまとめるために都市同盟的な性格を持つベツィミサラカ王国が誕生した。ラツィミラフの死後王国は分裂し、ヨーロッパ人や内陸部のメリナ人の攻撃により崩壊したが、ベツィミサラカ人はその後も同族意識をもち続け、民族として存続した。

## 関連文献
- 深澤秀夫, ラザフィアリヴニ・ミシェル編訳「マダガスカルの民話 I ツィミヘティ・ベツィミサラカ・マシクル」、東京外国語大学アジア・アフリカ言語文化研究所、2018年1月、2024年5月23日閲覧。